# Martin Spinnangr
Martin Spinnangr (Farsund, 5 de mayo de 1987) es un deportista noruego que compitió en voleibol, en la modalidad de playa. Ganó una medalla de bronce en el Campeonato Europeo de Vóley Playa de 2012.

## Palmarés internacional
| Campeonato Europeo | Campeonato Europeo     | Campeonato Europeo | Campeonato Europeo |
| Año                | Lugar                  | Medalla            | Pareja             |
| ------------------ | ---------------------- | ------------------ | ------------------ |
| 2012               | La Haya (Países Bajos) | Medalla de bronce  | Tarjei Skarlund    |